# Perfektibilität
Perfektibilität bezeichnet ein anthropologisches Konzept sowie ein Ideal der Aufklärung; die Bezeichnung wurde um die Mitte des 18. Jahrhunderts aus dem Französischen ins Deutsche übertragen und hier sowohl mit „Vervollkommnungsfähigkeit“ als auch „Vervollkommnung“ wiedergegeben.
In der zweiten Hälfte des 18. Jahrhunderts dominiert eine anthropologische und ethische Auffassung des Perfektibilitätsbegriffs. Vielen Aufklärern gilt der Mensch in körperlicher, intellektueller und sittlicher Hinsicht als entwicklungs- und vervollkommnungsfähig. Er wird als dasjenige Lebewesen verstanden, das bei seiner Geburt noch am weitesten von der ihm möglichen Vollkommenheit entfernt ist. Rousseau sieht in Perfektibilität und Wahlfreiheit die einzigen Unterschiede zwischen Tier und Mensch. Das Tier kann demnach im Gegensatz zum Menschen nichts erwerben, hat aber auch nichts zu verlieren. Der Mensch hingegen entwickelt sich in kultureller Hinsicht weiter, jedoch besteht für ihn die Möglichkeit zum Scheitern, zum Beispiel durch „Unfälle“, wodurch er noch hinter das Tier zurückfallen kann. Es wird also keineswegs nur mit Vervollkommnung und Höherentwicklung, sondern hinsichtlich des Individuums und der Kultur auch mit der Möglichkeit der Verschlechterung und des Verfalls gerechnet. Als Gegenbegriff zu Perfektibilität entsteht der Begriff der „Korruptibilität“. Die Perfektibilität treibt zwar zur Ausbildung von Humanität und Sittlichkeit an, der Prozess ist jedoch stets bedroht durch den möglichen Rückfall in die Barbarei.
Im letzten Drittel des 18. Jahrhunderts hat die rationalistische protestantische Theologie den Perfektibilitätsgedanken aufgenommen und die Christentumsgeschichte als Vervollkommnungsprozess gedeutet. Es werde im Geschichtsverlauf zu einer immer reineren Ausprägung dessen kommen, was man als 'Geist' oder 'Wesen' des Christentums bezeichnet. Durch die ihm innewohnende Perfektibilität werde das Christentum seine Überlegenheit beweisen und sich zur Universalreligion der ganzen Menschheit entwickeln. Entschieden gegen diese These wandte sich unter anderem Kierkegaard, der in ihr eine unzulässige Relativierung der religiösen und ethischen Normativität des biblischen Christentums erblickte.
Im 19. Jahrhundert wird Perfektibilität auch zu einem geschichtsphilosophischen und kulturgeschichtlichen Begriff. Die Bedeutung verlagert sich von bloßer Vervollkommnungsfähigkeit auf den geschichtlichen Prozess faktischer Vervollkommnung. Dieser Prozess verläuft zielgerichtet als zunehmende Erleichterung der Lebensbedingungen und als Vervollkommnung der Kultur. Weiterhin liegen in der geistigen und intellektuellen Bildungsfähigkeit des Menschen die Voraussetzungen für den bereits eingetretenen und noch zu erwartenden wissenschaftlichen und kulturellen Fortschritt.
Erfahrbar werde der kulturelle Vervollkommnungsprozess in der Abschaffung der Sklaverei, der weiblichen Emanzipation, der wachsenden wissenschaftlichen Erkenntnis, der allgemeinen Humanisierung der Lebensverhältnisse und der Ausbildung des Völkerrechts.